# خوسيه فيليسيانو
خوسيه فيليسيانو (بالإنجليزية: José Feliciano)‏ (و. 1945  م) هو موسيقي، ومغني، وملحن، وعازف قيثارة، وعازف قيثارة جاز بورتوريكي.

## جوائز
حصل على جوائز منها:
- جائزة غرامي لأفضل فنان صاعد (1969).

## وصلات خارجية
- خوسيه فيليسيانو على موقع IMDb (الإنجليزية)
- خوسيه فيليسيانو على موقع الموسوعة البريطانية (الإنجليزية)
- خوسيه فيليسيانو على موقع مونزينجر (الألمانية)
- خوسيه فيليسيانو على موقع ميوزك برينز (الإنجليزية)
- خوسيه فيليسيانو على موقع أول موفي (الإنجليزية)
- خوسيه فيليسيانو على موقع قاعدة بيانات الأفلام السويدية (السويدية)
- خوسيه فيليسيانو على موقع إن إن دي بي (الإنجليزية)
- خوسيه فيليسيانو على موقع أول ميوزيك (الإنجليزية)
- خوسيه فيليسيانو على موقع ديسكوغز (الإنجليزية)
- خوسيه فيليسيانو على موقع قاعدة بيانات الفيلم (الإنجليزية)